# Geneviève Patte
Geneviève Patte (née à Poitiers le 15 février 1936) est bibliothécaire. Elle s’emploie à promouvoir et à accompagner le développement de services de lecture ouverts aux enfants, notamment dans des milieux habituellement éloignés du monde de l’écrit en France comme à l’étranger.
En France, dès 1963, une de ses actions majeures est la création et l’animation de La Joie par les livres dont la bibliothèque des enfants de Clamart. Celle-ci s’appelle désormais « La Petite Bibliothèque Ronde ».
Elle crée simultanément Le Bulletin d’analyse de livres pour enfants, appelé plus tard La Revue des Livres pour enfants et elle jette les bases d’un centre de documentation aujourd’hui appelé le centre national de la littérature pour la jeunesse La Joie par les livres.
Ces deux éléments font maintenant partie intégrante de la Bibliothèque nationale de France.
Quant à la bibliothèque des enfants de Clamart, elle est désormais associative.
Elle est nommée chevalier de la Légion d'Honneur en 2017.

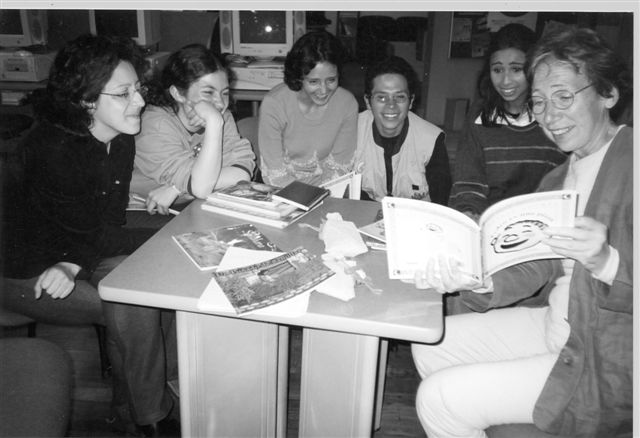
Geneviève Patte, Bibliothèque el Parque (Bogota, Colombie) dans un atelier pour bibliothécaires

## Biographie

### Enfance
Geneviève Patte a toujours été entourée d'enfants.
Née au sein d’une famille nombreuse, elle vit sa petite enfance pendant la guerre dans une maison où les livres tiennent une place importante. Son père, Étienne Patte, est paléontologue. Ses parents sont, dès la première heure, fortement engagés dans la Résistance. Son père, recherché par la Gestapo, est contraint à la clandestinité. Son frère aîné, Henri Patte, est arrêté en juillet 1941.
Au lycée de Poitiers, elle bénéficie d’une pédagogie fondée sur la responsabilité, l’autonomie, l’étude du milieu et le travail en équipe. Il s’agit de ce que l’on appelle les classes nouvelles, élément important et de courte durée, de la réforme Langevin-Wallon.

### L'Heure joyeuse
Au sortir du lycée, en 1953, elle découvre L'Heure joyeuse de Paris, première bibliothèque pour enfants, créée en 1924. Elle décide alors de devenir bibliothécaire pour enfants. Dans cette bibliothèque ce qui l’intéresse au premier chef, c’est la place centrale donnée à l’enfant qui, librement, à son rythme et selon ses désirs, fait son chemin de lecteur au milieu de livres soigneusement choisis et avec l’aide discrète d’adultes attentifs. Elle apprécie aussi la vie sociale fort stimulante qui est proposée aux enfants.
L’Heure Joyeuse participe, en effet, aux mouvements d’éducation nouvelle. Elle s’inspire, entre autres, de Roger Cousinet et de Célestin Freinet.
Pour Geneviève Patte, la bibliothèque de l’Heure Joyeuse est un modèle parce qu’elle propose un mode de vivre ensemble unique, enrichi par l’accès à la lecture dans sa dimension intime et relationnelle. Les rencontres entre enfants de tous âges, mais aussi avec des adultes prêts à les écouter, à échanger avec eux savoirs et expériences, y tiennent une place de choix. On y raconte aussi beaucoup.

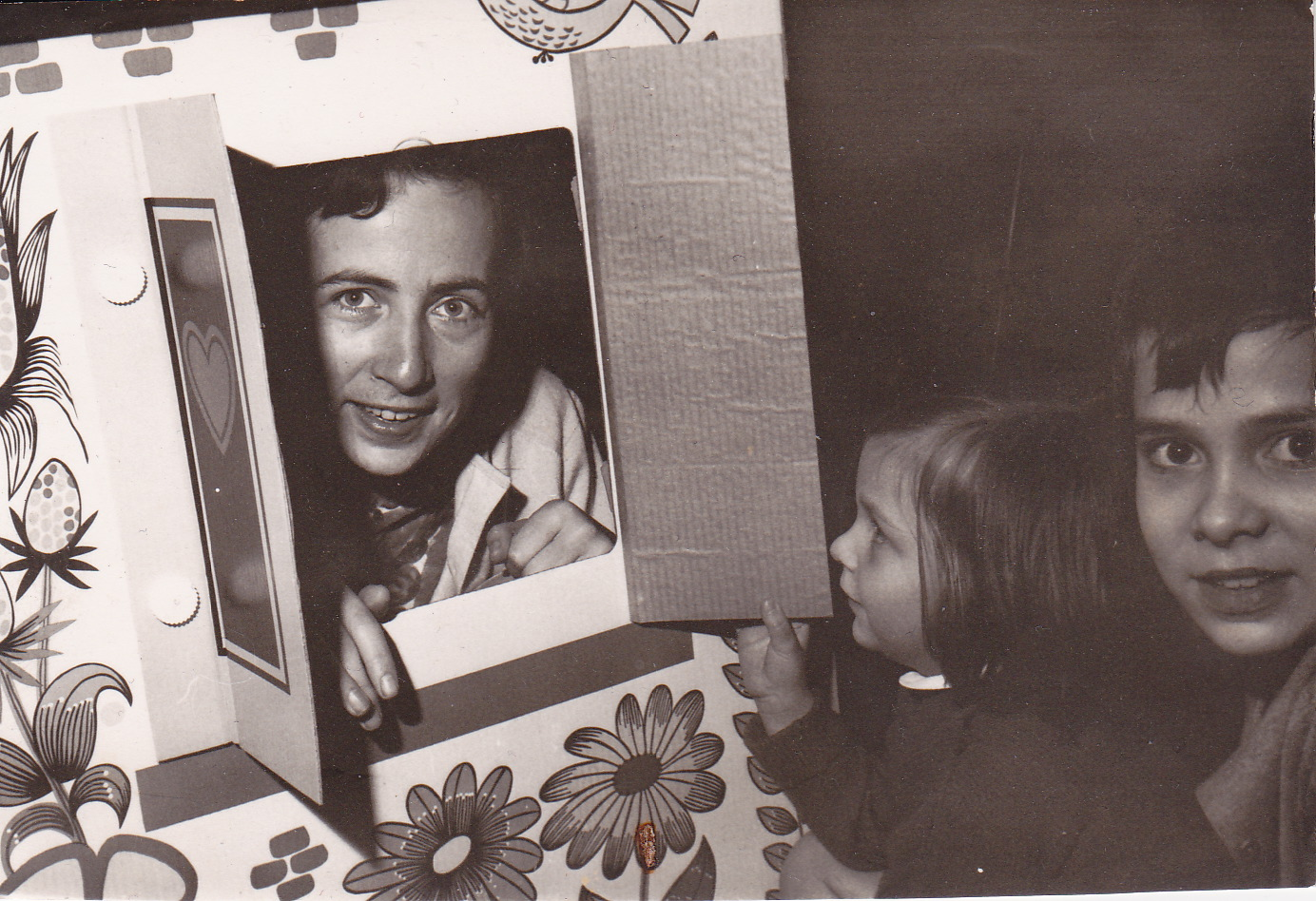
Geneviève Patte dans une activité pour enfants

### Études
Après ses études universitaires à Poitiers (licence d'allemand) et ses études de bibliothécaire à Paris (Diplôme supérieur de bibliothécaire), Geneviève Patte se forme à L'Heure Joyeuse, au cours d'un stage de plusieurs mois. Elle trouve là, l'inspiration qui l’éclairera tout au long de sa vie professionnelle.
Au début des années 1960, plusieurs bourses lui donnent l'occasion de découvrir la richesse des bibliothèques et des littératures du monde entier. Au cours de son séjour à Munich, à la Bibliothèque internationale pour la jeunesse (de), créée par Jella Lepman (de) au sortir de la guerre, elle est mise en contact avec des chercheurs exerçant notamment en Europe de l'Est et en Asie.
Une bourse Fulbright lui permet, grâce à un stage de 18 mois, de découvrir la richesse de The New York Public Library et ses services pour enfants.

### La Bibliothèque des Enfants de Clamart
En 1964, Anne Gruner Schlumberger, soucieuse d’aider au développement des bibliothèques pour enfants en France demande à Geneviève Patte de s’associer à son projet. Il s’agit de créer une bibliothèque qui puisse être comme une référence dans ce domaine. La bibliothèque sera bâtie au Petit Clamart, au cœur d’une cité HLM, plus tard désignée Zone d’éducation prioritaire. Gérard Thurnauer de l’Atelier de Montrouge en est l’architecte. Geneviève Patte, entourée d’une petite équipe composée de Lise Vuillemier Encrevé et de Christine Chatain, accepte la responsabilité de la direction pédagogique du projet. Elle dirigera la Joie par les livres de 1964 à 2001.
La bibliothèque des enfants de Clamart est située au cœur de la Cité de la Plaine, une cité à dominante ouvrière. Elle est proche de la Cité de Bourgogne, cité de transit qu’elle dessert également.
Avant même l’ouverture de la bibliothèque, avec sa petite équipe, Geneviève Patte met en place un travail collectif d’analyses de livres qui associe quelques bibliothécaires de différentes régions de France. Cela donne lieu à l’édition du bulletin d’analyses de livres pour enfants qui deviendra La Revue des Livres pour Enfants. Le premier numéro sort le jour même de l’ouverture de la bibliothèque.
Anne Gruner Schlumberger a souhaité donner à cette bibliothèque une ouverture internationale, en proposant aux enfants de la cité les plus beaux albums du monde entier. Elle charge Geneviève Patte de constituer cette collection, ce qui la met immédiatement en contact avec des bibliothécaires de pays où l’édition est très développée, notamment en Asie et en Europe.

### Son travail en France et à l'étranger

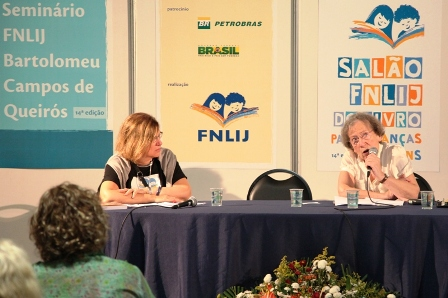
Geneviève Patte à Rio de Janeiro, Brésil dans le Salão FNLIJ do livro para crianças e jovens 2012

Geneviève Patte participe dès 1964 aux réunions de la section française de l’Union Internationale du Livre pour enfants (International Board on books for Young People. IBBY) fondée et soutenue par L’Association Nationale du Livre Français à l’Étranger.
En 1970, elle devient au niveau international membre du comité exécutif de l’IBBY. De 1972 à 1974, elle en devient la première vice-présidente.
En 1981, encouragée par Jean Gattégno, directeur du Service du Livre et de la Lecture et par François Clément de l’association « Lire », elle relance les activités de la section française de l’IBBY qui prend alors le nom d’Ibby-France. Elle en est la présidente.
En 1981, Jack Lang, ministre de la Culture, lui demande de créer la première commission du Centre national du livre consacrée à la littérature de jeunesse.
Au début des années 1980, dès la fondation d’ACCES (Actions Culturelles contre les exclusions et les Ségrégations), Geneviève Patte est appelée par René Diatkine, à participer à ce mouvement en tant que bibliothécaire. Elle fait partie à ce titre de l’équipe fondatrice.
En 1982, elle est invitée comme professeur en visite à l’ UCLA (University of California Los Angeles) Graduate School of Education and Information Studies (en).
À la suite d'une mission de formation au Mali, Geneviève Patte lance, avec le soutien du Ministère de la Coopération, un projet de lecture et d’analyse critique qui associe bibliothécaires et enseignants des pays africains francophones tout en leur donnant la parole à des enfants. Leurs analyses sont publiées par La Joie par les livres sous le titre de « Takam Tikou ».
Geneviève Patte, avec le soutien de l’IFLA, de l’IBBY et de l’UNESCO, organise trois séminaires internationaux consacrés aux services de lecture des enfants et des adolescents dans les régions en développement. Leipzig (1981), Caen (1989) et Bangkok (1990).
À la suite de ses nombreuses missions en Amérique latine et à la demande du Cerlalc (El Centro Regional para el Fomento del Libro en América Latina y el Caribe) et avec le soutien de Conaculta (es), ministère mexicain de la Culture ainsi que celui de l’Ambassade de France au Mexique, elle devient, à partir de 2000, conseillère spéciale d’un projet qui associe plusieurs pays d’Amérique latine, « Leamos de la mano de Papa y Mama ».
De 1980 à 1984, Geneviève Patte est présidente de la Section des bibliothèques pour enfants de l’IFLA (International Federation of Library Associations and Institutions). Après ses deux mandats et jusqu’en 2006, elle est, à titre exceptionnel, nommée conseillère spéciale de cette section. Elle a été également membre de la Commission Française pour l’Unesco.
Depuis la création du prix Astrid Lindgren Memorial Award, Geneviève Patte est, chaque année, nommée en tant que promotrice de la lecture.
Elle est décorée de l’Ordre national du Mérite.
Elle est chevalier des Arts et Lettres.
Aujourd'hui, Geneviève Patte est présidente d’honneur de l’association La Petite Bibliothèque Ronde qui, depuis 2007, gère et anime la bibliothèque des enfants de Clamart.
Parallèlement, elle participe à des projets de promotion de la Lecture en Arménie, Corée, au Mexique et d'autres pays de l'Amérique Latine où elle est invitée régulièrement pour transmettre ses expériences.
Elle est également présidente de l’association franco-tunisienne Min Kitab Ila Kitab / Du livre à la lecture, créée en 2015.

## Œuvre
- Laissez-les lire ! Les enfants et les bibliothèques / Geneviève Patte. Paris : Édition de l’Atelier, 1978
- Si nos dejaran leer. Los niños y las bibliotecas. / Geneviève Patte. Bogotá: Cerlalc, 1982
- ¡Dejadles leer! Los niños y las bibliotecas / Geneviève Patte; Joan Leita y Elsa Chesa (trad). Barcelona: Pirene, 1988
- Laissez-les lire ! Les enfants et les bibliothèques Édition japonaise. Tokyo, Japan Library Association, 1988.
- ¡Dejénlos leer! Los niños y las bibliotecas / Geneviève Patte. Mexico. Fondo de Cultura Economica, 2008
- ¿Qué los hace leer así?. Los niños, la lectura y las bibliotecas / Geneviève Patte. Mexico. Fondo de Cultura Economica, 2008
- Deixem que leiam. Rio, Rocco 2012
- Laissez-les lire. Mission lecture / Geneviève Patte. Paris, Gallimard Jeunesse, 2012. Voir analyse de Jean Hassenforder à propos de ce texte
- Laissez-les lire ! / Geneviève Patte. Éd. Coréenne. Ed. Jaimimage, 2015
- Mais qu’est-ce qui les fait lire comme ça ? Histoire de la femme qui a fait lire des millions d’enfants. Geneviève Patte. Coédition : Les Arènes. L’École des loisirs, 2015.

## Ouvrages collectifs
- Les bibliothèques pour enfants, in : Le livre et la lecture en France. Édition de l’Atelier, 1968
- Les propositions de l’imaginaire, in : Les livres pour les enfants. 2e édition. Édition de l’Atelier, 1977
- Patte (Geneviève) et Hannesdottir (Sigrun) ed. Library work for children and young adults in the developing countries. Paris, K.G. Saur, 1984. IFLA Publications 28.
- Aux quatre coins du monde et des livres, in : Causse (Rolande), éd. L’enfant lecteur. Tout pour faire aimer les livres. Paris, Autrement, 1988.
- Geneviève Patte, Annie Renonciat, Viviane Ezratty. Livres d’enfance, livres de France. Paris : Hachette, 1998.
- Divers chapitres in : Quinones (Viviana), ed. Faire vivre une bibliothèque jeunesse. Guide de l’animateur. Paris, La Joie par les livres, 2005
- Dits et récits à la bibliothèque, in : Cevin, éd. Conte en bibliothèque. Paris, Electre, éditions du Cercle de la librairie, 2005
- Espace à lire. La bibliothèque des enfants de Clamart, Geneviève Patte, Catherine Blain, Gérard Thurnauer. . Paris : Gallimard, 2006. Ce livre a reçu le Prix du Livre 2006 de l’Académie Architecture.

## Décorations

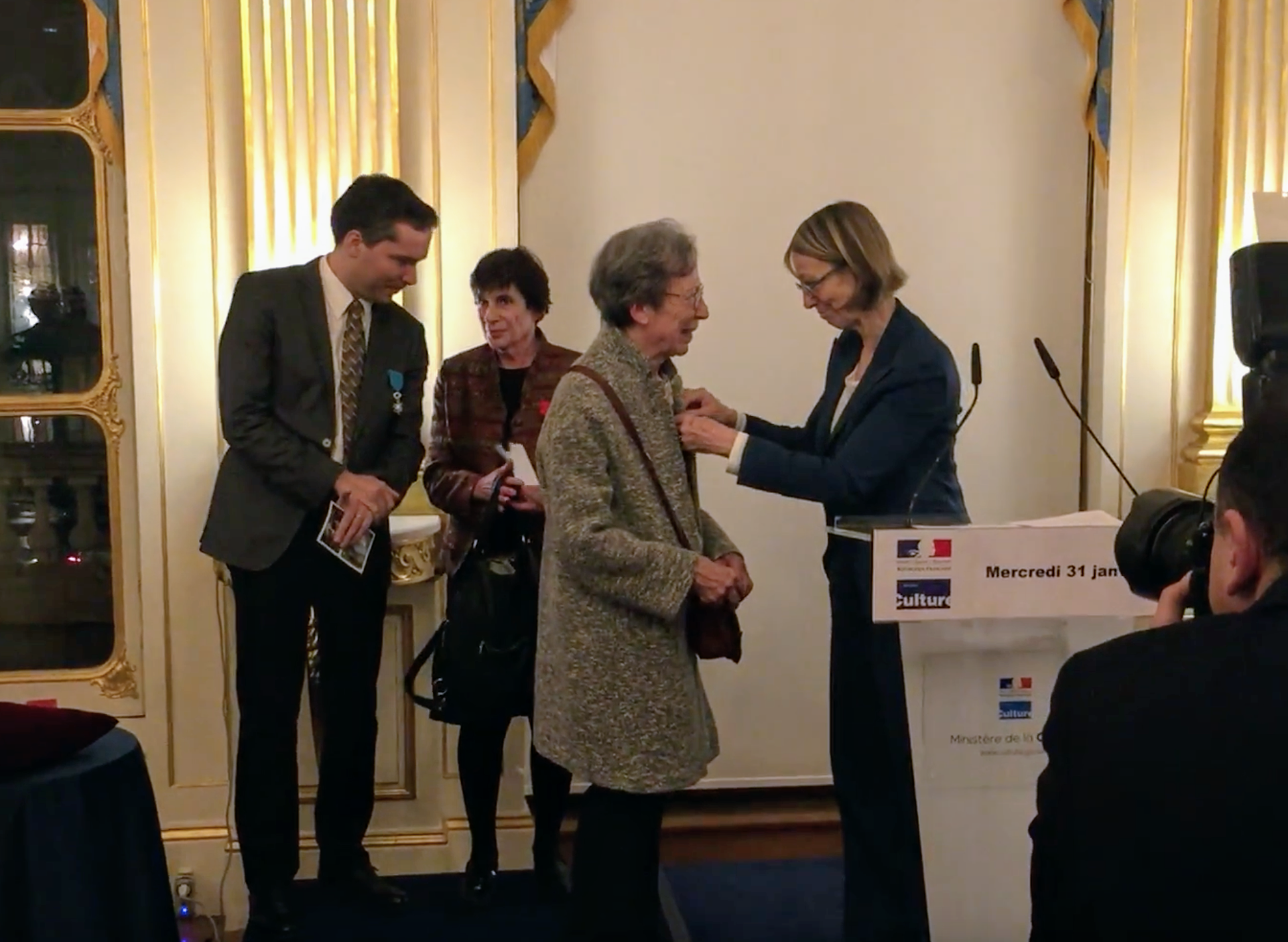
Légion d'Honneur remise à Geneviève Patte par Françoise Nyssen, Ministre de la Culture, le 31 janvier 2018.

- Légion d'Honneur remise à Geneviève Patte par Françoise Nyssen, Ministre de la Culture, le 31 janvier 2018.Chevalier de la Légion d'honneur le 14 avril 2017[4]. Décorée le 31 janvier 2018 par la Ministre de la Culture Françoise Nyssen.

### Sources
- PATTE GENEVIÈVE ¿Qué los hace leer asi? Los niños, la lectura y las bibliotecas. Ciudad de Mexico : Fondo de Cultura Economica, 2011 paru dans Anales de Documentacion, 2012, vol. 15, no 2.  (ISSN 1697-7904)
- La Revue des livres pour enfants no 155-156, 1984.
- Présentation de la Joie par les livres par le site Ricochet.
- Communiqué du ministère de la Culture pour le Prix du Livre de l’Académie Architecture le lundi 18 décembre 2006.
- Le Muz, musée des œuvres des enfants, profil Geneviève Patte – Parrain.